# ㄷ
ㄷ es un jamo del sistema de escritura coreano. En el estándar de Unicode recibe la codificación U+3137. Su nombre en coreano es digeut (디귿).

## Descripción
Al inicio de la sílaba suena "d" y al final suena "t". Su nombre en coreano es digeut (디귿).

## Escritura

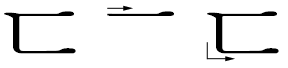
ㄷ (digeut) orden de los trazos